# Vantage Hills
Vantage Hills är en kulle i Antarktis. Den ligger i Östantarktis. Nya Zeeland gör anspråk på området. Toppen på Vantage Hills är 3 026 meter över havet, eller 77 meter över den omgivande terrängen. Bredden vid basen är 4,2 km.
Terrängen runt Vantage Hills är kuperad åt nordost, men åt sydväst är den platt. Trakten är obefolkad. Det finns inga samhällen i närheten.